# Alan Perathoner
Alan Perathoner (2 luglio 1976) è un ex sciatore alpino italiano.

## Biografia
Perathoner, originario di Selva di Val Gardena, militò nel Gruppo Sportivo Fiamme Oro e fece parte dal 1999 al 2005 della nazionale italiana. Esordì nel Circo bianco il 21 dicembre 1994 sulle nevi di Bormio, partecipando a uno slalom speciale valido ai fini del punteggio FIS e giungendo 37º, e in Coppa Europa l'11 febbraio 1997 a Sella Nevea in slalom gigante, senza concludere la prova. Divenuto slalomista puro, nel circuito continentale ottenne il primo podio il 21 gennaio 2000 a Courchevel (2º); due giorni dopo debuttò in Coppa del Mondo a Kitzbühel, senza qualificarsi per la seconda manche. 
Il 25 novembre 2001 ad Aspen conquistò il suo miglior piazzamento in Coppa del Mondo (10º) e nella stessa stagione partecipò ai XIX Giochi olimpici invernali di Salt Lake City 2002, senza completare la prova. L'8 marzo 2004 ottenne a Sierra Nevada l'ultimo podio in Coppa Europa (2º) e il 27 febbraio 2005 prese per l'ultima volta il via in Coppa del Mondo, a Kranjska Gora senza qualificarsi per la seconda manche. Si ritirò all'inizio della stagione 2005-2006 e la sua ultima gara fu lo slalom speciale di Coppa Europa disputato il 15 dicembre a Obereggen, non completato da Perathoner. È marito di Ylvie Runggaldier e padre di Max, a loro volta sciatori alpini.

## Palmarès

### Coppa del Mondo
- Miglior piazzamento in classifica generale: 98º nel 2004

### Coppa Europa
- Miglior piazzamento in classifica generale: 21º nel 2004
- 4 podi:
  - 3 secondi posti
  - 1 terzo posto